# تام تورپ
تام تورپ (انگلیسی: Tom Thorpe؛ زادهٔ ۱۳ ژانویهٔ ۱۹۹۳) یک بازیکن فوتبال اهل بریتانیا است.
از باشگاه‌هایی که در آن بازی کرده‌است می‌توان به باشگاه فوتبال بیرمنگام سیتی اشاره کرد.